# 라몬 그라우

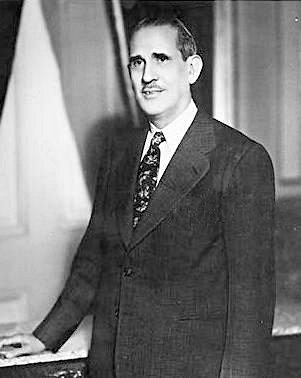
라몬 그라우

라몬 그라우 산 마르틴(스페인어: Ramón Grau San Martín, 1887년 9월 13일 ~ 1969년 7월 28일)는 쿠바의 의사 겸 정치가다. 부유한 담배 농부였던 부친은 아들이 담배 재배를 이어가기 원했으나 아들은 의사가 되고 싶어 했다. 그는 1908년 아바나 대학교에서 박사 학위를 따내고 졸업한 후 의학 공부를 위해 유럽으로 건너 갔다가 1921년 귀국하여 아바나 대학교 생리학 교수가 됐다. 그 후 학생 운동에 관련되어 감옥에 갇히기도 했다. 1933년 대통령이 됐으나, 풀헨시오 바티스타의 압력으로 1년 후 사임했다. 그 후 1944년 대중적 지지를 얻어 1948년까지 대통령을 재직했었다.

## 역대 선거 결과
| 선거명      | 직책명        | 대수 | 정당       | 득표율 | 득표수      | 결과 | 당락 |
| ----------- | ------------- | ---- | ---------- | ------ | ----------- | ---- | ---- |
| 1940년 선거 | 쿠바의 대통령 | 9대  | 쿠바혁명당 | 40.30% | 573,576표   | 2위  | 낙선 |
| 1944년 선거 | 쿠바의 대통령 | 10대 | 쿠바혁명당 | 55.39% | 1,041,822표 | 1위  |      |
| 1954년 선거 | 쿠바의 대통령 | 12대 | 쿠바혁명당 | 0%     | 188,209표   | 2위  | 낙선 |
| 1958년 선거 | 쿠바의 대통령 | 13대 | 쿠바혁명당 | 12.46% | 75,789표    | 3위  | 낙선 |